# Homer (village, New York)
Pour les articles homonymes, voir Homer.
Ne doit pas être confondu avec Homer (New York).
Homer est un village situé dans le comté de Cortland, dans l'État de New York, aux États-Unis,. En 2010, il comptait une population de 3 291 habitants, estimée au 1er juillet 2016 à 3 101 habitants.

## Démographie
Lors du recensement de 2010, la ville comptait une population de 3 291 habitants. Elle est estimée, en 2016, à 3 101 habitants.